# Apteryx
Apteryx (Shaw, 1813) è un genere di uccelli inadatti al volo, comunemente noti come kiwi o atterigi. È l'unico genere della famiglia Apterygidae e dell'ordine Apterygiformes. Sono endemici della Nuova Zelanda e ne sono il simbolo nazionale. Il nome scientifico proviene dal greco e ha il significato di privo delle ali.

## Descrizioni

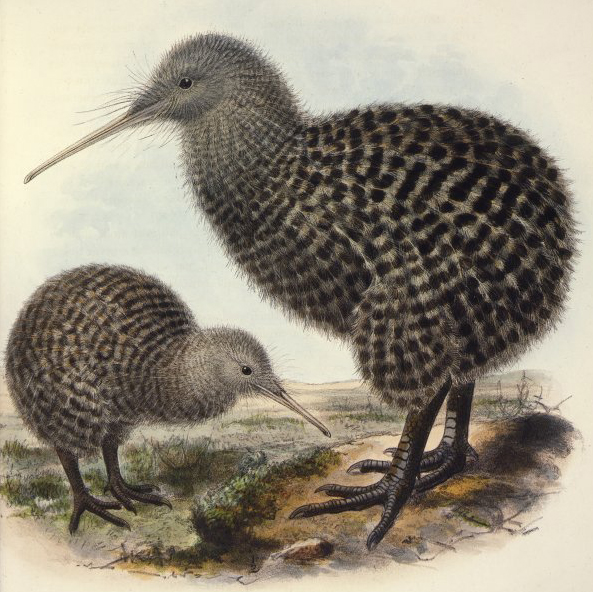
Kiwi maculato maggiore
(Apteryx haastii)

I kiwi hanno un peso che va da 1 kg del kiwi maculato minore ai 3–5 kg del kiwi australe, per una lunghezza compresa fra i 35 e i 65 cm. Gli esemplari di sesso femminile sono più grandi dei maschi della stessa specie, soprattutto poco prima di deporre le uova. La testa è relativamente piccola con un collo lungo e piuttosto robusto. I muscoli toracici sono poco sviluppati, mentre tutta la parte inferiore del corpo (bacino, zampe e piedi) è molto robusta.
Le ali sono lunghe solamente 4-5 centimetri e nascoste sotto le piume con un uncino all'estremità, la coda è assente. Le zampe, dotate di potenti muscoli, sono particolarmente robuste e terminanti con piedi aventi quattro dita con robusti artigli, tre in avanti ed uno più piccolo indietro, mentre gli altri struzioniformi ne hanno solo due o tre. Sono anche buoni nuotatori. 
I sensi sono adatti al tipo di vita che conducono; si muovono normalmente di notte nel sottobosco, quindi sono dotati di buon olfatto ed udito; con le grandi cavità auricolari esterne, localizzano la provenienza dei suoni girando la testa nella direzione giusta. La vista è invece ridotta con occhi piccoli e frontali funzionanti solo a breve distanza.
Il becco dei kiwi è lungo e flessibile, leggermente incurvato verso il basso; il colore varia dal bianco avorio al rosa, fino al brunastro; la mandibola inferiore è più spessa di quella superiore. Il becco del kiwi australe misura circa 20 cm nel maschio e 25 nella femmina. Il kiwi spesso usa appoggiarsi con la punta del becco, quasi come una terza zampa. Caratteristica particolare del becco sono le narici poste sulla sua cima che lo aiutano nella localizzazione di invertebrati che vivono in prossimità della superficie del terreno. Sulla base del becco si aprono delle valvole per espellere acqua ed impurità dalle narici rendendo agevole alimentarsi in luoghi paludosi. La lingua dei kiwi è appuntita e callosa. Alcune penne intorno alla base del becco si sono trasformate in setole tattili.
Le piume degli Apteryx, dall'aspetto ispido, somigliano più a peli che a penne e mancano degli uncini sulle barbule come negli altri ratiti. Non ci sono particolari differenze nel piumaggio fra i sessi o per l'età, soltanto nei più giovani appare più morbido. Pare non ci sia una vera e propria muta del piumaggio, piuttosto un continuo rinnovamento.

## Biologia
I kiwi si muovono soprattutto di notte, durante le ore di luce rimangono nascosti nella tana o in altri anfratti e queste abitudini ne hanno reso difficile lo studio. Negli ultimi anni tecnologie come i visori notturni o la radiolocalizzazione hanno contribuito a svelare qualche particolare in più della vita di questi animali.
I kiwi sono animali territoriali, vivono in coppie a meno che non siano giovani individui o alla ricerca di un compagno; la dimensione del territorio varia con l'abbondanza del cibo e la densità degli individui. Una coppia di kiwi australi occupa un'area fra i 5 ed i 50 ettari, il kiwi maculato maggiore spazia fra gli 8 e i 25 ettari, mentre il kiwi maculato minore si accontenta di 2 o 3 ettari. Entrambi gli individui della coppia scacciano qualunque individuo entri nel territorio, soprattutto nella stagione riproduttiva. I kiwi australi si dimostrano più tolleranti ammettendo una parziale sovrapposizione dei territori.
I kiwi scavano tane, dove costruiscono anche il nido, lunghe diversi metri, con un imbocco di 10–15 cm nascosto fra le piante e terminanti con una camera abbastanza ampia da contenere due adulti. A seconda dei casi sono utilizzate per anni oppure cambiate più frequentemente.

### Alimentazione
I kiwi si cibano di qualsiasi invertebrato trovino sul suolo e riescano a catturare: ragni, insetti, larve di diverso tipo, lumache, chiocciole, ecc.
Occasionalmente mangiano anche frutti caduti dagli alberi, piccoli pesci ed anfibi.
Il loro cibo preferito sono i lombrichi,  di cui possono individuare la presenza nel terreno anche senza vederli né sentirli, grazie all'odorato molto sviluppato ed alle narici poste alla fine del becco anziché alla radice, caso unico fra gli uccelli.

### Riproduzione
Il periodo degli amori va da marzo a giugno: in questo periodo si formano le coppie, che rimangono unite anche per più di 20 anni.
I kiwi depongono solitamente un unico uovo per stagione, il quale può raggiungere fino al 25% del peso della madre.
Sono gli uccelli che depongono l'uovo più grosso in proporzione alle loro dimensioni,  cosicché pur avendo le dimensioni di una gallina domestica, depongono un uovo che è sei volte quello della gallina. La produzione di questo enorme uovo è molto faticosa per la femmina; durante i trenta giorni richiesti per la piena maturazione dell'uovo, la femmina necessita del triplo del suo normale apporto di nutrimento. Negli ultimi due-tre giorni prima della deposizione, nel corpo della femmina è rimasto talmente poco spazio per lo stomaco, che essa è costretta a digiunare.
Il guscio dell'uovo ha una superficie liscia e la colorazione varia dall'avorio al bianco verdastro. In genere è il maschio che cova le uova, tranne che nel kiwi maculato maggiore (A. haastii) e nel kiwi bruno di Okarito (A. rowi) in cui entrambi i genitori si alternano nella cova. Il periodo di incubazione va da 63 a 92 giorni.

## Distribuzione e habitat
L'ambiente ideale per i kiwi è la foresta pluviale, ma sono riusciti ad adattarsi anche ad altri ecotipi, costretti dalla riduzione della superficie coperta da questo tipo di foreste. Li si può trovare anche nelle foreste subtropicali o temperate, e anche nelle praterie e nelle macchie fra gli arbusti; il kiwi australe si è adattato anche alle foreste monospecie di pino.
Necessitano di un terreno relativamente morbido dove poter scavare la tana e ricco di humus, dove trovano le loro prede; le tane si trovano di solito ai margini delle foreste nelle scarpate umide più facili da scavare. È essenziale che il clima sia caldo ed umido, ma si adattano a vivere dal livello del mare fino a 1.200 m d'altezza. Le varie specie non presentano differenze per quanto riguarda l'habitat.

## Tassonomia
Gli Apterigidi sono una famiglia molto antica, la più antica tra quelle di uccelli viventi in Nuova Zelanda. I progenitori di questa famiglia vivevano in Gondwana e raggiunsero le terre che formano la Nuova Zelanda volando dall'Australia. Il primo kiwi noto è Proapteryx micromeros, del Miocene inferiore. La linea evolutiva dei kiwi si separò da quella degli Struzioniformi in tempi molto remoti, ancora prima di perdere l'attitudine al volo (Worthy et al., 2013).
Si è a lungo creduto che i parenti più prossimi dei kiwi fossero i moa, coi quali condividevano l'habitat.
Tuttavia, tale ipotesi è stata smentita da analisi del DNA, che hanno indicato lo struzzo come parente più prossimo dei moa, ed invece l'emù ed il casuario come gli uccelli più affini ai kiwi: ciò indica che gli antenati dei kiwi arrivarono in Nuova Zelanda dall'Australia molto dopo i moa.
Il genere comprende cinque specie e due sottospecie:
- Apteryx australis Shaw, 1813 -	kiwi australe o kiwi bruno	 
  - Apteryx australis australis Shaw, 1813 - sottospecie endemica dell'isola del Sud
  - Apteryx australis lawryi Rothschild, 1893 - sottospecie endemica dell'isola Stewart
- Apteryx mantelli Bartlett, 1852 - kiwi bruno dell'isola del Nord
- Apteryx rowi Tennyson, Palma, Robertson, Worthy & Gill, 2003 	- kiwi bruno di Okarito
- Apteryx owenii Gould, 1847 - kiwi maculato minore
- Apteryx haastii Potts, 1872 - kiwi maculato maggiore

## Conservazione

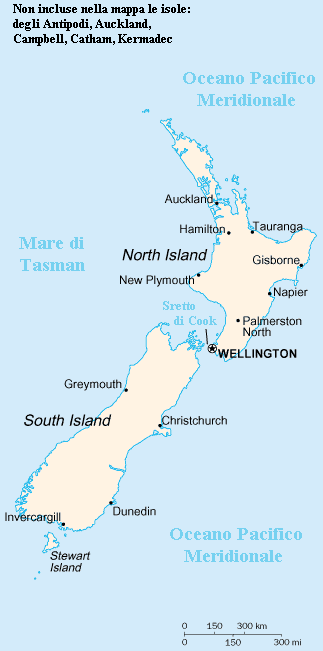
Mappa della Nuova Zelanda

### Distribuzione numerica dei kiwi
| Distribuzione numerica dei kiwi | Distribuzione numerica dei kiwi  | Distribuzione numerica dei kiwi                     | Distribuzione numerica dei kiwi | Distribuzione numerica dei kiwi   |
| Nome scientifico                | Nome comune                      | Localizzazione                                      | Presenze (censimento 1996)      | Tendenza presenze (stima al 2006) |
| ------------------------------- | -------------------------------- | --------------------------------------------------- | ------------------------------- | --------------------------------- |
| Apteryx mantelli                | Kiwi bruno dell'Isola del Nord   | Isola del Nord                                      | 35.000                          | 20.000                            |
| Apteryx rowi                    | Kiwi bruno di Okarito            | Okarito, Isola del Sud                              | 150                             | 100                               |
| Apteryx australis australis     | Kiwi bruno dell'Isola del Sud    | Haast, Isola del Sud                                | 225                             | 125                               |
| Apteryx australis lawryi        | Kiwi australe dell'isola Stewart | Stewart Island / Rakiura e Fiordland, Isola del Sud | 27.000                          | 24.000                            |
| Apteryx haastii                 | Kiwi maculato maggiore           | Isola del Sud settentrionale                        | 22.000                          | 12.000                            |
| Apteryx owenii                  | Kiwi maculato minore             | Kapiti Island e altre piccole isole                 | 1.100                           | 1.200                             |
| Totale                          | Kiwi (Apteryx ssp.)              | Nuova Zelanda                                       | 85.000                          | 57.000                            |

## Riferimenti nella cultura di massa

### Nomenclatura

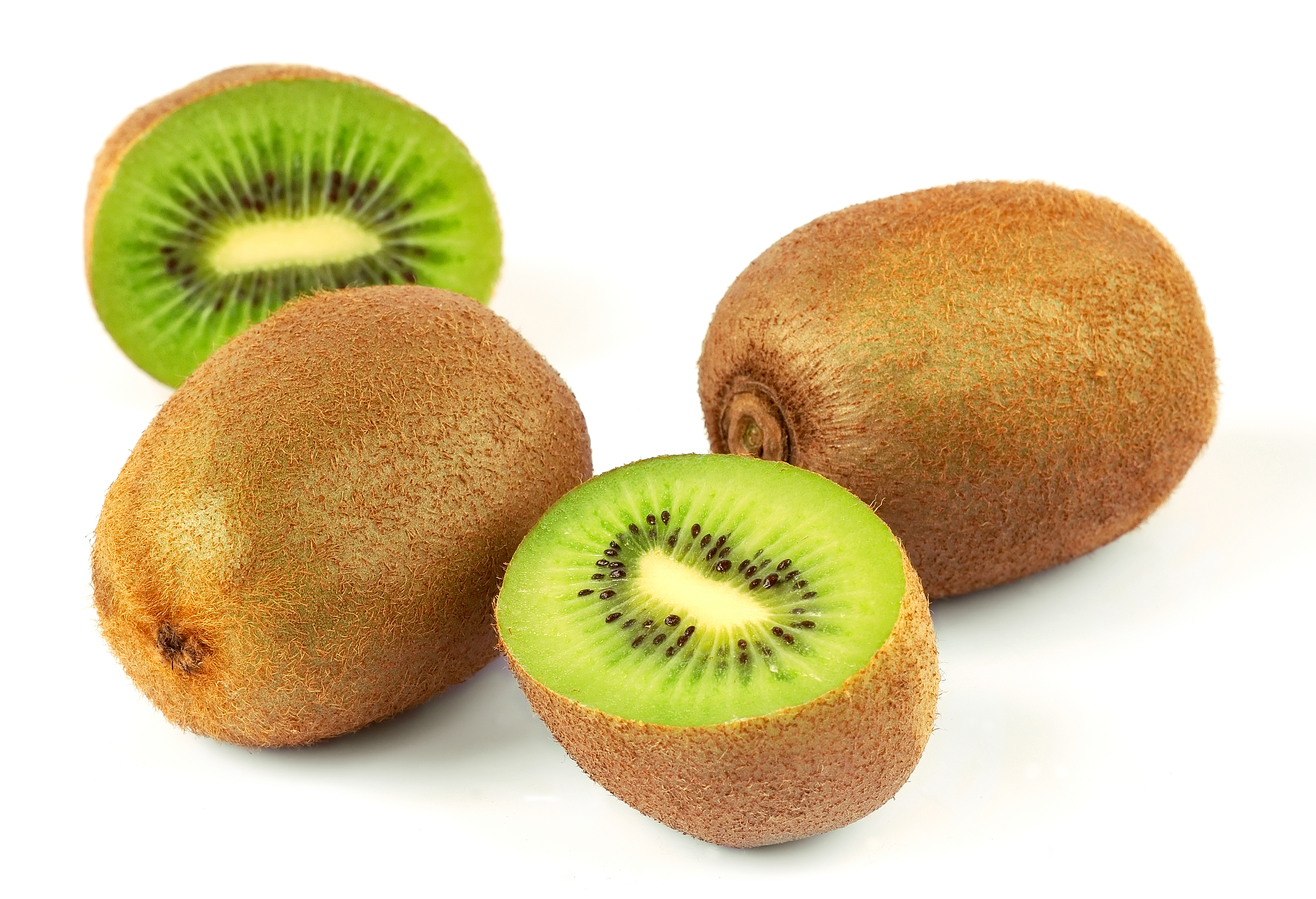
Kiwi (frutto)

Kiwi è anche il nome del frutto della Actinidia chinensis.  Questa pianta, originaria della Cina, fu introdotta agli inizi del XX secolo in Nuova Zelanda dove, per la somiglianza, venne spontaneo soprannominare la bacca, munita di buccia marroncina e pelosa, col nome di questi piccoli uccelli caratteristici della regione. Dalla Nuova Zelanda, terza principale produttrice di kiwi dopo la Cina e l'Italia, la coltivazione della pianta si è poi diffusa in tutto il mondo, portando con sé il nomignolo neozelandese. "Kiwi" è il nomignolo con cui, nei Paesi di lingua anglosassone, sono spesso chiamati i neozelandesi in generale.

### Riferimenti nell'intrattenimento
Lo scrittore Jules Verne, nel libro intitolato “I figli del capitano Grant”, racconta del kiwi neozelandese come di un uccello proprio della Nuova Zelanda, tanto che a malapena si poté introdurlo nei giardini zoologici europei, e aggiunge che le forme e le movenze di questo animale da sempre suscitano l'attenzione dei viaggiatori. L'Apterix australis è scoperto dal personaggio Robert che ne trova un paio in un nido formato di radici intrecciate. In un primo momento i kiwi scoperti sono descritti così: "un paio di galline senza ali e senza coda con quattro dita ai piedi, un lungo becco di beccaccia e una capigliatura di bianche piume su tutto il corpo: singolari animali che sembravano segnare il passaggio dagli ovipari ai mammiferi". 
Un piccolo kiwi giallo, munito di scarpe da ginnastica, è il protagonista di The New Zealand Story, videogioco arcade sviluppato nel 1988 dalla Taito, in cui, ad ogni livello, il simpatico animaletto di nome Tiki dovrà riuscire a liberare i suoi amici, catturati ed ingabbiati da un tricheco.
Un kiwi (Scritto da Andrea Zingoni) è protagonista di un cartone animato in onda su Rai 3 dal titolo: Le ricette di Arturo e Kiwi.
I kiwi sono presenti anche nel mondo dei fumetti: uno è Angus Fangus, giornalista neozelandese di 00 Channel, presente nella serie PKNA della Disney, l'altro appare col nome di Apteryx nelle strisce di B.C. di Johnny Hart.
Il kiwi è stato il primo simbolo della scuderia di Formula 1 McLaren, fondata dall'omonimo Bruce McLaren originario della Nuova Zelanda.

## Simboli nella cultura generale
I kiwi sono rappresentati come simbolo dell'amore eterno, per il fatto che le coppie formate durante la stagione degli amori durano tutta la vita.